# Вьетнамцы в Гонконге

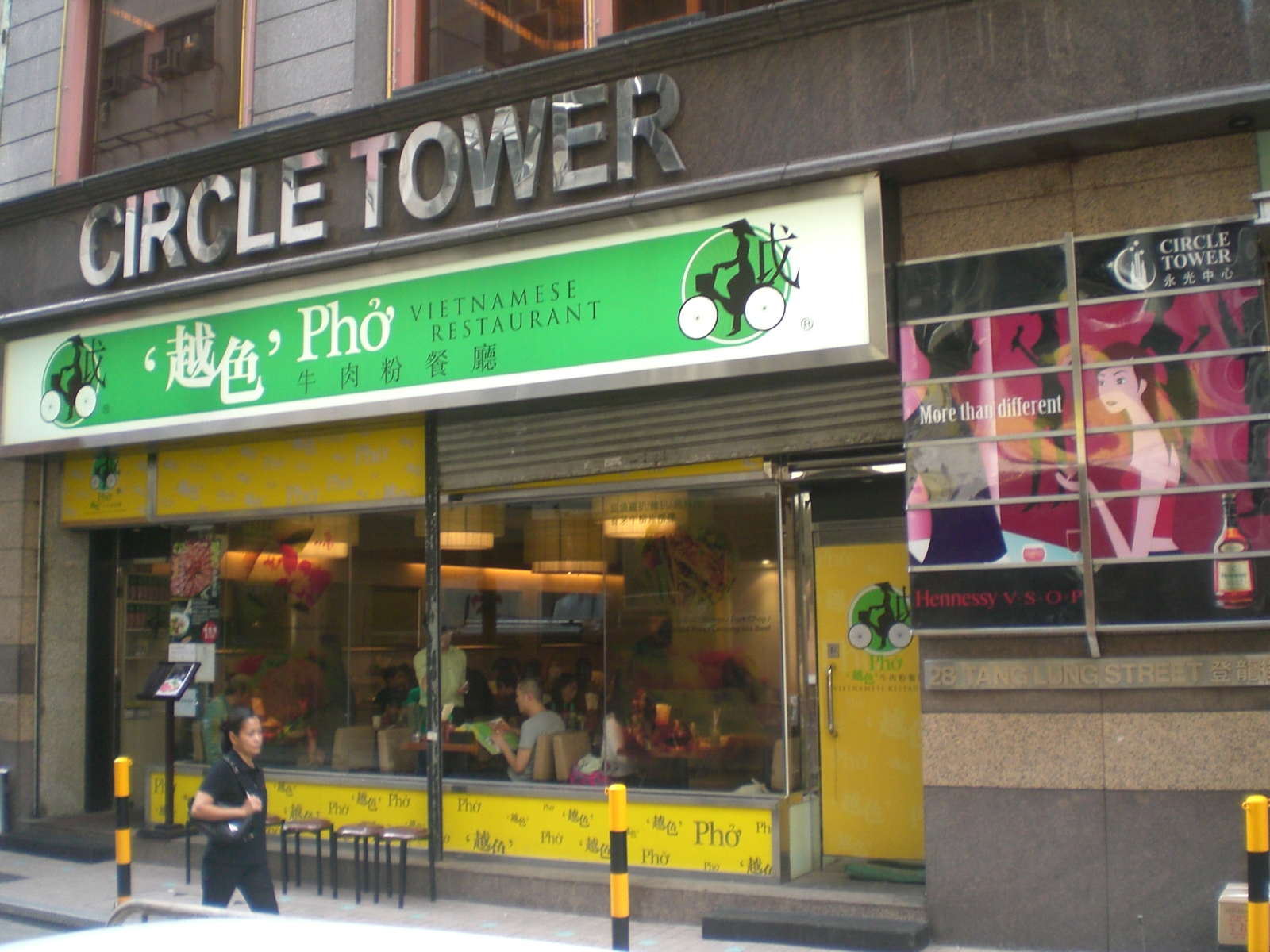
Вьетнамский ресторан в районе Козуэй-Бей

Вьетнамцы (англ. Vietnamese people in Hong Kong, вьет. Người Việt tại Hồng Kông, кит. 在港越南人) — одна из нескольких групп некоренного населения Гонконга. Первая волна вьетнамских беженцев осела в колонии во время Вьетнамской войны, вторая («люди в лодках») — во время начавшихся после прихода к власти коммунистов преследований (вторая половина 1970-х годов). При поддержке ООН гонконгское правительство разрешило вьетнамцам селиться в лагерях беженцев на своей территории, однако вскоре стала преобладать нелегальная иммиграция. Между 1975 и 1999 годами 143,7 тыс. вьетнамских беженцев были переселены в третьи страны, более 67 тыс. вьетнамцев были репатриированы обратно. Окончательно проблема вьетнамских беженцев была решена только в 2000 году.
Современная вьетнамская община Гонконга состоит из людей двух категорий. Первые — это бывшие беженцы, которые в силу различных обстоятельств остались в Гонконге и влились в местное общество. Вторые — это вьетнамцы, прибывшие в Гонконг после 2000 года по работе или из-за личных обстоятельств. Эта группа экспатов является обеспеченным и быстро растущим сообществом. Многие вьетнамцы, живущие в Гонконге, имеют китайское происхождение (выходцы из хоа, чаошаньцев и других этнических групп), что облегчает их интеграцию.

## История
После захвата Сайгона и окончания Вьетнамской войны из страны началась массовая эмиграция людей, опасавшихся репрессий со стороны победивших коммунистов. Особенно много беженцев было среди китайских коммерсантов Тёлона, бывших чиновников, военных и полицейских из Сайгона, сотрудничавших с американцами, и хмонгов из горных районов, воевавших против вьетконговцев. Многие вьетнамцы бежали через границу в Таиланд, другие на лодках добирались до Индонезии, Малайзии и Сингапура. 
4 мая 1975 года пассажирское судно Clara Maersk прибыло в Гонконг, имея на борту первую группу вьетнамских беженцев численностью свыше 3,7 тыс. человек. Другие добирались или безбилетниками на грузовых судах, или нелегалами на маленьких джонках. Вьетнамцев привлекали относительная близость Гонконга и решение властей объявить колонию «портом первого убежища», которое в теории гарантировало, что никто из них не будет выслан обратно. Беженцы могли находиться в колонии до трёх месяцев, пока не соберут документы для выезда в третью страну (Гонконг выгодно отличался на фоне Таиланда, Сингапура и Малайзии, которые быстро запретили въезд вьетнамским беженцам).
Изначально западные правительства уклонились от ответственности за судьбу вьетнамских беженцев. В 1976 году власти Гонконга обратились за помощью к Управлению Верховного комиссара ООН по делам беженцев (требовалась материальная помощь на содержание беженцев и ускорение обработки запросов на переселение). Спустя год первая партия беженцев была расселена в США, Франции, ФРГ и Австралии. Отчасти это подтолкнуло и других вьетнамцев стремиться попасть в «лояльный» к ним Гонконг.
Волна беженцев достигла своего пика в 1979 году, когда в Гонконг прибыло более 68,7 тыс. вьетнамцев. С 1982 года правительство было вынуждено создавать для беженцев «закрытые» или «транзитные» лагеря в округах Самсёйпоу и Тхюньмунь. Местные жители часто выступали против этих лагерей, опасаясь, что они превратятся в рассадники преступности. И эти опасения не были беспочвенными: очень скоро власть в лагерях захватили банды и различные землячества. Перенаселённость, антисанитария и конкуренция между кланами нередко приводили к пожарам, вспышкам болезней и вооружённым столкновениям.
США попытались сократить поток вьетнамских беженцев и стали предъявлять к эмигрантам более строгие требования. Тем более, что с середины 1980-х годов вьетнамские беженцы, стремившиеся попасть в США и Европу, были преимущественно экономическими, а поток политических беженцев практически сошёл на нет. Кроме того, начиная примерно с 1984 года большинство беженцев из Вьетнама были частью «организованной схемы исхода», санкционированной вьетнамским правительством.  
К 1987 году вслед за США и другие страны Запада сократили свои квоты на приём вьетнамских беженцев. Тем временем, к концу 1980-х годов в Гонконге проживало около 200 тыс. вьетнамских беженцев и более 300 новых прибывало ежедневно. Китайские власти заявили, что не хотят наследовать проблему с вьетнамскими беженцами после передачи Гонконга в 1997 году. В ответ на это летом 1988 года правительство Гонконга представило «комплексный план действий» относительно вьетнамских просителей убежища. Отныне новоприбывшие вьетнамцы, квалифицированные как экономические беженцы, не могли претендовать на выезд в третьи страны и подвергались принудительной репатриации. Первая такая репатриация произошла 12 декабря 1989 года. Всего с конца 1980-х до 1997 года из Гонконга было репатриировано около 60 тыс. вьетнамцев. По состоянию на июнь 1990 года в Гонконге находилось 54,3 тыс. вьетнамцев, из которых около 20 % были классифицированы как беженцы, 20 % — как не беженцы и 60 % ожидали своей классификации.
В октябре 1991 года в Гонконге числилось 64,3 тыс. «людей в лодках» или экономических беженцев. К 1994 году большая их часть была репатриирована во Вьетнам чартерными рейсами, меньшая — маленькими группами на регулярных коммерческих рейсах. Чтобы удержать потенциальных мигрантов от попыток прибыть в Гонконг, власти колонии даже начали радиовещание на территорию Вьетнама. Поскольку ситуация во Вьетнаме улучшилась и поток беженцев удалось остановить, в январе 1998 года Гонконг отменил статус «порта первого убежища». В мае 1998 года был закрыт лагерь беженцев Хай-Айленд. На тот момент в Гонконге оставалось ещё около 2,2 тыс. вьетнамских беженцев.  
Около половины вьетнамцев, бежавших в Гонконг, со временем перебрались в США, остальных приняли Австралия, Канада, Франция и Великобритания. Официально проблема «людей в лодках» была решена в 2000 году, когда власти закрыли последний лагерь вьетнамских беженцев Пиллар-Пойнт, выпустив 1,4 тыс. его обитателей с удостоверениями личности (среди них были политические беженцы, не выехавшие в третьи страны, и мигранты, которых отказался принимать Вьетнам; всем им разрешили селиться в Гонконге). Однако в Гонконге оставалось ещё около 2 тыс. вьетнамцев с неопределённым юридическим статусом (фактически — нелегальных иммигрантов, в том числе имевших детей, родившихся уже в Гонконге). К тому же, власти Гонконга продолжали судиться с ООН вокруг долга последней за содержание вьетнамских беженцев.

### Лагеря беженцев
В Гонконге существовали как лагеря, так и временные пункты содержания вьетнамских беженцев. Первая партия беженцев численностью свыше 3,7 тыс. человек, прибывшая в колонию весной 1975 года, содержалась в лагере на Чатем-роуд в Коулуне (этот лагерь закрылся в 1977 году). В феврале 1979 года в Гонконг прибыло грузовое судно Skyluck с 2,6 тыс. беженцев на борту. Власти задержали судно и запретили вьетнамцам спускаться на берег из-за отсутствия средств на обустройство лагеря. Корабль был объявлен временным «транзитным лагерем», однако в июне 1979 года беженцы перерезали якорную цепь, судно начало дрейфовать и село на скалы у острова Ламма.
В июне 1979 года лагерь беженцев был открыт возле полицейского отделения Самсёйпоу (закрыт в марте 1981 года). Другой лагерь был обустроен на Джубили-стрит в Центральном районе (закрыт в ноябре 1980 года). Также в июне 1979 года на месте бывшего военного форта открылся лагерь Аргайл-стрит в Коулуне, рассчитанный на 20 тыс. беженцев. Затем начали приём беженцев лагерь Кайтак-Восточный, рассчитанный на 10 тыс. человек, и лагерь в Тхюньмуне, рассчитанный на 16 тыс. человек (под него приспособили 23-этажное фабричное здание), а также временные пункты, оборудованные на Правительственных верфях (остров Каменотёсов) и Западной карантинной стоянке.
Лагеря вьетнамских беженцев
Лагерь Чимавань на острове Лантау, открывшийся в июле 1982 года, стал первым лагерем закрытого типа, начавшим работу после принятия властями поправок в иммиграционное законодательство. За ним были открыты лагеря на острове Хэйлинчау и на мысе Кейп-Коллинсон в районе Сиусайвань, а также лагерь Уайтхед в районе Вукхайса (Сатхинь), рассчитанный на 28 тыс. человек. В июне 1989 года на территории бывшей авиабазы Сэккон (Юньлон) был открыт лагерь на 7 тыс. беженцев.  
С 1975 по 2000 год в Гонконге действовали следующие лагеря вьетнамских беженцев:
| Название лагеря | Годы работы | Вместимость | Расположение           |
| --------------- | ----------- | ----------- | ---------------------- |
| Чатем-роуд      | 1975—1977   | 3,7 тыс.    | Коулун-Сити            |
| Самсёйпоу       | 1979—1981   |             | Самсёйпоу              |
| Джубили-стрит   | 1979—1980   |             | Центральный и Западный |
| Аргайл-стрит    | 1979—       | 20 тыс.     | Яучимвон               |
| Кайтак          | 1979—1997   | 10 тыс.     | Коулун-Сити            |
| Тхюньмунь       | 1979—       | 16 тыс.     | Тхюньмунь              |
| Чимавань        | 1982—       |             | Айлендс                |
| Хэйлинчау       |             |             | Айлендс                |
| Кейп-Коллинсон  |             |             | Восточный              |
| Уайтхед         |             | 28 тыс.     | Сатхинь                |
| Сэккон          | 1989—       | 7 тыс.      | Юньлон                 |
| Хай-Айленд      | 1989—1998   |             | Сайкун                 |
| Тайачау         | 1989—1996   | 5,5 тыс.    | Айлендс                |
| Грин-Айленд     |             |             | Центральный и Западный |
| Лову            |             |             | Северный               |
| Пиллар-Пойнт    | —2000       |             | Тхюньмунь              |

## Современное положение
В Гонконге имеется несколько вьетнамских ресторанов, разбросанных по всему городу. Среди вьетнамской диаспоры имеется внушительная прослойка потомков хоа, бежавших в Гонконг из-за войны или антикитайских настроений. Среди них выделяются певец Вань Квон (родился во Вьетнаме в 1949 году), политик и профсоюзный деятель Вон Квокхин (родился во Вьетнаме в 1949 году), кинорежиссёр Цуй Харк (родился во Вьетнаме в 1950 году), актёр Рей Луй (родился во Вьетнаме в 1956 году), актриса Мэри Джин Раймер (родилась во Вьетнаме в 1964 году в семье отца-американца и матери-хоа), братья-актёры Стивен и Франсуа Вон  (родились в Гонконге в 1978 и 1985 годах в семье беженцев из Вьетнама).